# 塞弗林·盧瑟

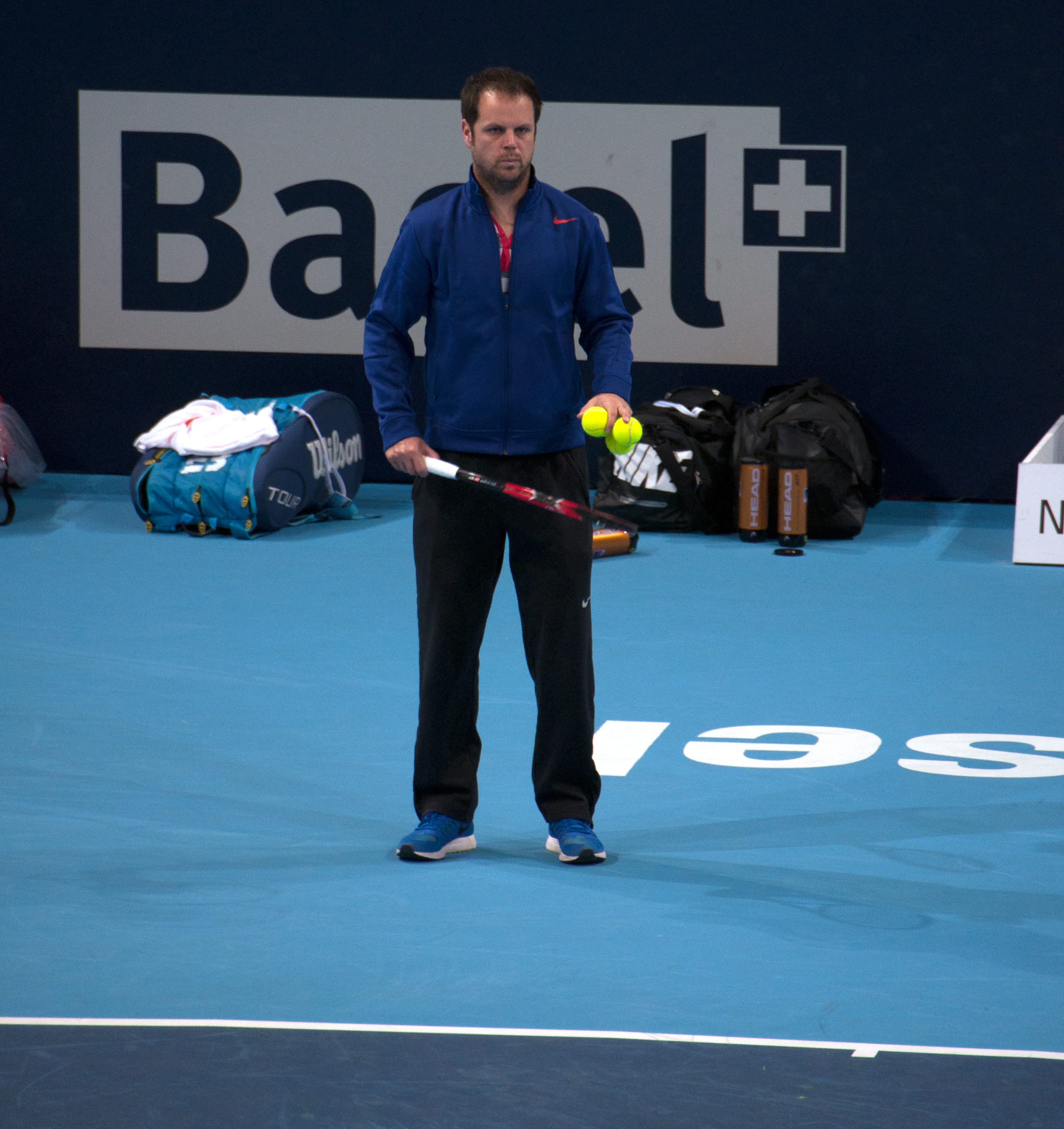
2014 年巴塞爾瑞士室內賽 塞弗林·盧瑟

塞弗林·盧瑟（Severin Lüthi）（生於1976年1月5日）羅傑·費德勒的教练，是瑞士網球教練和前球員，他曾執教瑞士大衛斯杯隊多年，也是羅傑·費德勒的長期教練， 呂西在伯爾尼郊區的斯泰特倫長大。他年輕時打網球，曾經擊敗過古斯塔沃·庫爾滕。他在20歲時放棄了網球，並在父親的公司擔任商業學徒，费德勒的教练，2007年，【塞弗林·盧瑟】加入了費德勒的團隊並一直合作至今。在盧瑟隊長的帶領下，他短暫地上過大學，但發現他對此並不感興趣。相反，他參與了體育運動，首先是足球，然後在2002年擔任瑞士大衛斯杯隊的助理教練，當時彼得卡特在南非的一場車禍中喪生，三年後，他被提升為隊長。
自2007年以來，他一直與費德勒一起巡迴演出。
他執教的球隊在2014年11月為瑞士贏得了大衛斯杯，當時羅傑·費德勒擊敗了理查·加斯奎特，在盧瑟隊長的帶領下，瑞士隊在2014年戴維斯杯決賽擊敗東道主法國首次獲得冠軍。